# Папа Хормизд
Папа Хормизд (лат. Hormisdus; 450. - 6. август 523.) је био 52. папа од 20. јула 514. до 6. августа 523.